# لونا لاوگود
لونا لاوگود (به انگلیسی: Luna Lovegood) از شخصیت‌های تخیلی در مجموعه داستان‌های هری پاتر نوشته جی. کی. رولینگ است. این شخصیت برای اولین‌بار در هری پاتر و محفل ققنوس ظاهر می‌شود، که وضعیت ظاهری او با موهای بور و کثیف تا کمر و چهره‌ای بهت‌زده توصیف شده است. چشمان او نقره‌ای و برآمده هستند (که همیشه به صورت شگفت‌زده توصیف شده است)
این شخصیت توسط ایوانا لینچ بازیگر ایرلندی در اقتباس های سینمایی از هری پاتر و محفل ققنوس، هری پاتر و شاهزاده دورگه، و هری پاتر و یادگاران مرگ – قسمت اول و قسمت دوم به تصویر کشیده شده است. رولینگ در وب سایت خود، بازی ایوانا لینچ را برای این نقش «عالی» توصیف کرده است. لینچ برای بازی در این نقش مجبور شد موهایش را به رنگ بلوند روشن سفید کند، و بازی او تحسین منتقدان را دریافت کرد.

## شخصیت

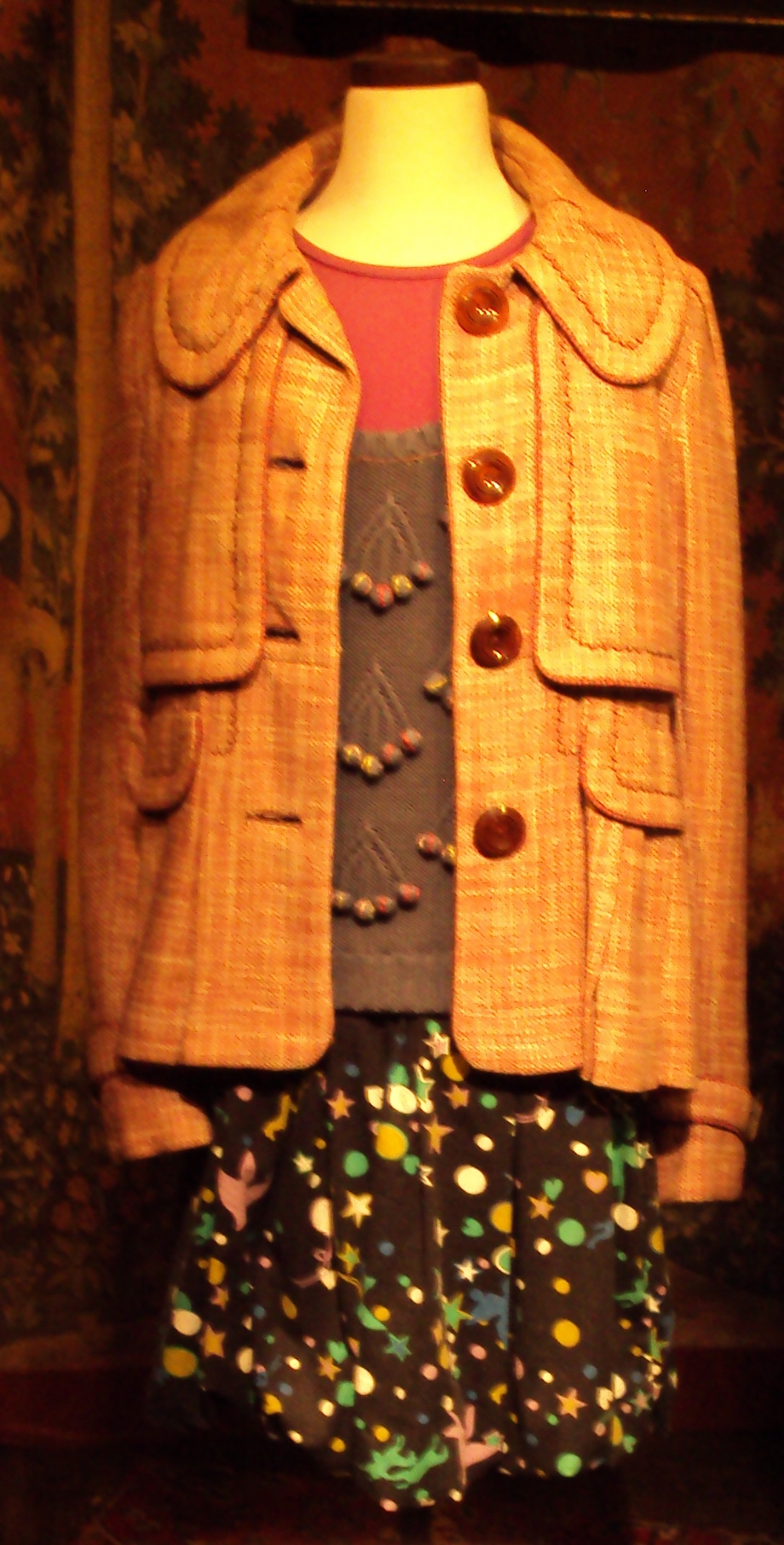
لباس لونا لاوگود در فیلم‌های هری پاتر

رولینگ گفته است که لونا «ضد هرماینی» است، زیرا لونا چیزها را تنها بر اساس ایمان باور می کند، در حالی که هرماینی نظرات خود را بر اساس حقایق و منطق استوار می‌کند. هرماینی بارها سعی می‌کند لونا را متقاعد کند که باورهای او مزخرف هستند، اما فایده‌ای نداشت. این بدان معنا نیست که لونا بی‌هوش است. در واقع او به عنوان یک ریونکلاو، اعتقادش این است که «تخیل فراتر از اندازه، بزرگترین گنج انسان است». هرماینی لونا را ساده‌لوح می‌بیند، در حالی که لونا هرماینی را تنگ‌نظر می‌داند. اگرچه آنها دیدگاه‌های متفاوتی دارند، اما لونا و هرماینی در نهایت با هم دوست می‌شوند. لونا علیرغم دمدمی بودن، اغلب در مورد طبیعت انسان دانا است و هری به صداقت بی‌پرده او در داستان اشاره می‌کند. او همچنین برای دوستانش احترام زیادی قائل است، زیرا هری متوجه می‌شود که پرتره‌هایی از دوستانش (هری، رون، هرماینی، جینی و نویل) روی سقف اتاقش نقاشی کرده است که با زنجیر ساخته شده از چوب به هم متصل شده‌اند و واژه «دوستی» بارها و بارها تکرار می‌شود. واضح است که با وجود بی‌ادبی‌های مکرر رون و هرماینی، او این پنج نفر را افرادی بسیار نزدیک به خود می‌داند.
پدر و مادر لونا هر دو جادوگر هستند. پدر او زنوفیلیوس لاوگود برای اولین بار در هری پاتر و یادگاران مرگ ظاهر می‌شود، هرچند دخترش پیشتر او را به عنوان سردبیر مجله «طفره‌زن» معرفی کرده بود، مجله‌ای که به گفته لونا، روایت‌های مهمی را منتشر می‌کند که فکر می کند مردم باید در جریان آن قرار بگیرند. به گفته لونا، مادرش یک جادوگر خارق‌العاده بود که در اثر اشتباه آزمایش طلسم درگذشت. لونا در نه سالگی شاهد مرگ مادرش بود و به همین علت می‌تواند تسترال‌ها را ببیند. به نظر می رسد لونا تک فرزند است زیرا هیچ اشاره ای به خواهر و برادرانش نشده است. خانواده لاوگود در نزدیکی اوتری سنت‌کچپل، دهکده‌ای کوچک در سواحل جنوبی انگلستان در نزدیکی خانه خانواده ویزلی زندگی می‌کنند.

## حضورها

### هری پاتر و محفل ققنوس
لونا اولین بار در هری پاتر و محفل ققنوس ظاهر می‌شود در جاییکه هری، جینی و نویل به او در یک کوپه قطار سریع‌السیر هاگوارتز می‌پیوندند. لونا در مدرسه منزوی است اما به نظر می رسد که او اهمیت چندانی به نظر دیگران نمی‌دهد. او به طور گسترده با نام مستعار «لونی» (به معنای احمق) در بین دانش‌آموزان شناخته می‌شود اما به نظر می‌رسد که اینکار باعث آشفتگی او نمی‌شود و زمانیکه همکلاسی‌هایش با دزدی و مخفی کردن وسایل‌هایش به طور مرتب او را اذیت می کنند، تا حد زیادی عصبانی نمی‌شود و با این حال، او برای دوستان اندک خود ارزش قائل است.
هری در این سال پرتلاطم زندگی‌اش دوستی قوی با لونا برقرار می‌کند، لونا که تنها کسی است که می‌تواند خشم او را فرو نشاند و وقتی بسیاری از دوستان نزدیک‌ترش نمی‌توانند او را آرام کنند لونا بارها در طول سریال از هری حمایت می‌کند. او و پدرش زنوفیلیوس لاوگود، هری و آلبوس دامبلدور را وقتی ادعا می کنند که لرد ولدمورت بازگشته است، باور می کنند. لونا به همراه هرماینی، ریتا اسکیتر را متقاعد می‌کند با هری مصاحبه کند تا نظرات او در «طفره‌زن» مجله‌ای که پدر لونا سردبیر آن است منتشر شود. لونا همچنین عضو ارتش دامبلدور می‌شود و بعداً در کتاب به هری، رون، هرماینی، جینی و نویل در درگیری با مرگ‌خواران در سازمان اسرار در وزارت سحر و جادو می‌پیوندد. زمانی که او به همراه رون و جینی از هری جدا می‌شود به نظر می‌رسد که تنها کسانی هستند که توسط یک طلسم خیره کننده مورد حمله قرار نگرفته‌اند، آسیبی ندیده باشند. در اواخر کتاب، لونا پس از مرگ سیریوس بلک پدرخوانده هری دیدگاه‌هاش درباره مرگ را با هری به اشتراک می‌گذارد و به دلداری می‌دهد.

### هری پاتر و شاهزاده دورگه
در هری پاتر و شاهزاده دورگه، لونا برای اولین‌بار در قطار سریع‌السیر هاگوارتز دیده می‌شود. هنگامی که برخی از دانش‌آموزان دختر دیگر از هری دعوت می‌کنند تا در کوپه خود به آنها بپیوندد و می گویند که او مجبور نیست با لونا و نویل بنشیند و به این معنی که آنها همراهان مطلوبی نیستند، هری با پژمردگی می گوید: «آنها دوستان من هستند.» لونا به روش صادقانه خود مشاهده می‌کند که مردم انتظار دارند شخصی مانند هری «دوستان باحال‌تر از ما» داشته باشد. پاسخ هری که نشان‌دهنده علاقه زیاد او به این دو است.
در کریسمس، هری لونا را در یک قرار افلاطونی به مهمانی که توسط هوریس اسلاگهورن برگزار می‌شود دعوت می‌کند. هری متوجه می‌شود که علیرغم پوشیدن لباس نقره‌ای رنگ، بسیار زیبا به نظر می‌رسد، و مکالمه او در مورد توطئه روتفانگ باعث می‌شود هری با خنده در نوشیدنی‌اش سرفه کند. لونا همچنین گزارشگر کوییدیچ بازی گریفیندور مقابل هافلپاف را انجام می‌دهد که در طی آن مقدار کمی در مورد بازی صحبت می‌کند و در عوض در مورد «شکل جالب ابرها» بالای استادیوم صحبت می‌کند و اینکه جینی چقدر خوب بازی می‌کند و همچنین به یکی از بازیکنان هافلپاف اشاره می‌کند که از عارضه «لورگی بازنده» رنج می برد. در همان حین هم پروفسور مینروا مک‌گوناگال نمی‌داند با گزارش‌های عجیب او چه کند، اما برخی از طرفداران گزارش بازی او را بسیار سرگرم‌کننده می‌دانند. 
بعدها وقتی مرگ خواران به هاگوارتز حمله کردند، لونا، جینی و نویل تنها اعضای ارتش دامبلدور بودند که برای محافظت از مدرسه فعال می‌شوند. در طول تشییع جنازه دامبلدور هری حجم زیادی از محبت لونا به نویل را وقتی کمک می‌کند تا روی صندلی خود بنشیند، مشاهده می‌کند.

### هری پاتر و یادگاران مرگ
در هری پاتر و یادگاران مرگ، لونا و پدرش در مراسم عروسی بیل و فلور در پناهگاه شرکت می‌کنند، که در طی آن او بلافاصله هری را می‌شناسد، علی‌رغم اینکه که هری با معجون مرکب چهره خود را تغییر داده است و فقط با حالتی که در صورتش دارد قادر به شناخت او شد. لونا برای سال ششم خود به مدرسه باز می‌گردد، جایی که او و جینی به نویل از خشم آلکتو و آمیکوس کارو، خواهر و برادرهای مرگ‌خوار که برای تدریس در هاگوارتز فرستاده شده‌اند، ارتش دامبلدور را مخفیانه احیا می‌کند. در طول دوره اول، این سه نفر وارد دفتر سوروس اسنیپ می‌شوند و سعی می کنند شمشیر گریفیندور را بدزدند تا به هری کمک کنند اما آنها دستگیر می‌شوند و ظاهراً به خاطر جرمشان به بازدید از جنگل ممنوعه با روبیوس هاگرید مجازات می‌شوند.
در طول بازدید هری از اقامتگاه لاوگود، او متوجه شواهد متعددی می‌شود که نشان می‌دهد لونا علیرغم تعطیلات کریسمس به خانه نیامده است: گرد و غبار روی عکس او و مادرش، کمد لباس خالی از لباس او و تخت او که به نظر می‌رسد مدتی است که در آن نخوابیده است. سپس مشخص شد که لونا هنگام سفر به خانه برای کریسمس با قطار سریع السیر هاگوارتز در آن سال، بخاطر مطالبی در حمایت از هری پاتر در مجله «طفره‌زن» ربوده شده است. وقتی هری، رون و هرمیون در خانه لاوگود هستند، زنوفیلیوس، که ناامید از نجات دختر و تنها فرزندش است، به آنها خیانت می ک و حضور آنها را به مرگ‌خواران به این امید که انجام این کار آزادی لونا را تضمین کند، اعلام می‌کند. هری، رون و هرمیون به سختی فرار می‌کنند و چند ماه بعد اسیر شده و در زیرزمین خانواده مالفوی منتقل می‌شوند. در آنجا، لونا را به همراه آقای اولیوندر، چوبدستی‌ساز می‌بینند. همه آنها توسط دابی جن‌خانگی نجات می‌یابند که آنها را به کلبه صدفی، محل اقامت بیل ویزلی و فلور دلاکور می آورد، جایی که افسون‌های محافظ آنها را در امان نگه می‌دارد.
وقتی هری به هاگوارتز باز می‌گردد تا دیهیم ریونکلاو که ولدمورت آن را به هورکراکس تبدیل کرده بود را پیدا کند، لونا به او کمک می‌کند که وارد سالن عمومی ریونکلاو شود تا شکلی از دیادم روونا ریونکلاو را ببیند. او مرگ‌خوار الکتو کارو را به محض کشف آنها مبهوت می‌کند. پس از آن او شجاعانه در نبرد هاگوارتز می‌جنگد و طلسم پاترونوس خود را برای مبارزه با صدها دیوانه‌سازی که قصد حمله به هری، رون و هرمیون را دارند احضار می‌کند. پس از مرگ فرضی هری، لونا درنهایت با بلاتریکس لسترنج به همراه هرمیون و جینی دوئل می‌کند تا زمانی که مالی ویزلی مسئولیت را برعهده می‌گیرد و بلاتریکس را شکست می‌دهد. در نهایت، لونا جزو اولین کسانی است که وقتی ولدمورت شکست می‌خورد به هری تبریک می‌گوید. پس از نبرد، به نظر می رسد که او تنها کسی است که تشخیص می‌دهد که هری به آرامش و سکوت نیاز دارد حواس‌ها را پرت می‌کند تا هری بتواند با شنل نامرئی خود فرار کند.

#### زندگی پس از مجموعه کتاب‌ها
در اولین مصاحبه تلویزیونی رولینگ پس از انتشار هری پاتر و یادگاران مرگ، او تعدادی از جنبه‌های زندگی لونا پس از هاگوارتز را فاش کرد. لونا همچنان فردی عجیب و غریب است و حرفه‌ای را دنبال می‌کند که «معادل جادوگری» یک طبیعت‌گرا است. او با برخی باورهای نادرست پدرش کنار می‌آید، اما رولینگ توضیح می‌دهد که پیشینه‌ او ذهن‌باز منحصربه‌فردی را در او پرورش داده است که به او اجازه می‌دهد تا اکتشافاتی کند که افراد «واقعیت‌گرا» بیشتر ممکن است قادر به تشخیص آن نباشند.
در مصاحبه‌ای که بعداً مبتنی بر گفتگوی اینترنتی انجام شد، رولینگ توضیح داد که لونا گونه‌های جدیدی از حیوانات را کشف کرد و به خاطر آن کاملاً مشهور شد، اگرچه در نهایت مجبور شد اعتراف کند که اسنورکک شاخ چروکیده واقعا وجود ندارند. او با یک طبیعت‌دان، نوه نیوت اسکمندر، به نام رولف ازدواج کرد..
در مستند جی‌کی‌آر در شبکه ITV، رولینگ یک شجره‌نامه از نسل جدید ویزلی‌ها، از جمله لونا و رولف را ترسیم کرد. آنها صاحب پسران دوقلو به نام‌های لورکان و لایسندر اسکمندر شدند. این دوقلوها چندین سال پس از اینکه دوستان لونا فرزندان خود را داشتند به دنیا آمدند. همچنین مشخص شد که هری و جینی فرزند سوم و تنها دختر خود را لیلی‌لونا به نام «دوست عزیز» خود نامگذاری کردند.

## استقبال از شخصیت
لونا پس از حضور اولیه اش در داستان هری پاتر و محفل ققنوس به سرعت به شخصیت مورد علاقه طرفداران تبدیل شد که تا حد زیادی به دلیل شخصیت عجیب و غریب و نگرش خوش‌شانس او بود. سایت IGN لونا را به عنوان دوازدهمین شخصیت برتر هری پاتر معرفی کرد و اظهار داشت: 
در حالی که لونا اغلب به خاطر شیوه‌های عجیب و غریبش طرد می‌شود، وقتی او با هری پاتر و دوستانش در قطار سریع‌السیر هاگوارتز در راه رسیدن به سال پنجم مدرسه در مدرسه ملاقات می‌کند، همه چیز تغییر می‌کند و لونا به جمع آنها می‌پیوندد. او از دانش‌آموزان قهرمان در ارتش دامبلدور است و نقش مهمی را در گروه بازی می‌کند.
 مجله امپایر، لونا را به عنوان دهمین شخصیت برتر فهرست کرد. سرشه رونان بازیگری که بعداً نامزد اسکار شد از جمله کسانی بود که برای نقش لونا لاوگود تست داد.